# Simon Sundström
Simon Sundström, född 4 februari 1998, är en svensk friidrottare (primärt hinderlöpare) tävlande för Djurgårdens IF. 

## Karriär
Sundström deltog på 2 000 meter hinder i juli 2015 vid ungdoms-VM i Cali, Colombia. Han blev dock utslagen i försöken.
Vid junior-EM i Grosseto, Italien år 2017 deltog Sundström på 3 000 meter hinder. Han tog sig vidare från försöken, och kom i finalen på en sjätteplats.
2018 deltog Sundström i U23-klassen vid EM i terräng som gick i Tilburg, Nederländerna. Han kom här in på plats 50.
2019 sprang Simon Sundström 3 000 meter hinder vid U23-EM i Gävle. Han vann sitt försöksheat och tog i finalen bronsmedalj.

## Personliga rekord
| Utomhus - 800 meter – 1.53,33 (Göteborg, Sverige 1 juli 2018) - 1 000 meter – 2.30,22 (Göteborg, Sverige 5 september 2015) - 1 500 meter – 3.39,90 (Oslo, Norge 27 augusti 2024) - 3 000 meter – 8.09,61 (Göteborg, Sverige 18 augusti 2018) - 5 000 meter – 13.34,73 (Stockholm, Sverige 18 maj 2023) - 10 000 meter – 28.11,16 (San Juan Capistrano, USA 16 mars 2024) - 2 000 meter hinder – 5.28,70 (Zagreb, Kroatien 11 september 2022) - 3 000 meter hinder – 8.17,15 (Stockholm, Sverige 2 juni 2024) | Inomhus - 800 meter – 1.58,45 (Sätra Sverige 15 februari 2015) - 1 500 meter – 3.43,98 (Växjö, Sverige 23 februari 2025) - 3 000 meter – 7.45,99 (Esbo, Finland 9 februari 2025) - 5 000 meter – 14.05,13 (Sollentuna, Sverige 12 mars 2021) |

### Fotnoter
1. 1 2  ”European Athletics U23 Championships - Gävle 2019” (på engelska). european-athletics.org. https://www.european-athletics.org/competitions/european-athletics-u23-championships/history/year=2019/results/index.html. Läst 25 augusti 2019.
2. ↑  ”Stora SM 2018”. trackandfield.se. http://www.trackandfield.se/resultat/2018/180824.htm. Läst 5 september 2018.
3. ↑  ”Friidrotts-SM 2019 Karlstad”. Arkiverad från originalet den 2 september 2019. https://web.archive.org/web/20190902083413/http://212.247.216.72/friidrott/sm19/result_t.php. Läst 17 september 2019.
4. ↑  ”Resultat: Friidrotts-SM, Uppsala 14‐16.8.20”. friidrottsstatistik.se. https://www.friidrottsstatistik.se/resultsswe.php?CID=12968582&Season=2020. Läst 1 september 2020.
5. ↑  ”Friidrotts-SM, Borås 27-29.8.21”. friidrottsstatistik.se. https://www.friidrottsstatistik.se/resultsswe.php?CID=12994166&Season=2021. Läst 29 augusti 2021.
6. ↑  ”Resultat: Friidrotts-SM, Norrköping 5‐7.8.22”. friidrottsstatistik.se. https://www.friidrottsstatistik.se/resultsswe.php?CID=13019519&Season=2022. Läst 7 augusti 2022.
7. ↑  ”Resultat: Friidrotts-SM, Söderhamn 28‐30.7.23”. friidrottsstatistik.se. https://www.friidrottsstatistik.se/resultsswe.php?CID=13045848&Season=2023. Läst 7 september 2023.
8. ↑  ”Resultat: Friidrotts-SM, Karlstad 31.7‐3.8.25”. friidrottsstatistik.se. https://www.friidrottsstatistik.se/resultsswe.php?CID=13110713&Season=2025. Läst 1 augusti 2025.
9. ↑  ”Resultat: ISM, Växjö 21‐23.2.25 Inne”. friidrottsstatistik.se. https://www.friidrottsstatistik.se/resultsswe.php?CID=13089546&Season=2025. Läst 25 februari 2025.
10. 1 2 3 4 5 6 7 8 9 10 11 12 13  ”Personsida på IAAF:s webbplats” (på engelska). iaaf.org. https://www.iaaf.org/athletes/sweden/simon-sundstrom-294634. Läst 21 oktober 2019.
11. ↑  ”2000 Metres Steeplechase Boys  9th IAAF World Youth Championships Cali (Pascual Guerrero), Colombia 15 Jul 2015 - 19 Jul 2015” (på engelska). iaaf.org. https://www.iaaf.org/competitions/iaaf-world-u18-championships/9th-iaaf-world-youth-championships-2015-5408/results/men/2000-metres-steeplechase/heats/result. Läst 21 oktober 2019.
12. ↑  ”European Athletics U20 Championships - Grosseto 2017” (på engelska). european-athletics.org. https://www.european-athletics.org/competitions/european-athletics-u20-championships/history/year=2017/results/index.html. Läst 21 oktober 2019.
13. ↑  ”Spar European Cross Country Championships - Tilburg 2018” (på engelska). european-athletics.org. https://www.european-athletics.org/competitions/european-cross-country-championships/history/year=2018/results/index.html. Läst 21 oktober 2019.
14. ↑  Jonas Hedman (12 juli 2019). ”U23-EM: Simon och Leo till final”. friidrott.se. Arkiverad från originalet den 29 juli 2019. https://web.archive.org/web/20190729010716/http://www.friidrott.se/nyheter.aspx?id=23541. Läst 21 oktober 2019.
15. ↑  Jonas Hedman (14 juli 2019). ”U23-EM: Brons för Simon Sundström”. friidrott.se. Arkiverad från originalet den 29 juli 2019. https://web.archive.org/web/20190729053108/http://www.friidrott.se/nyheter.aspx?id=23573. Läst 21 oktober 2019.
16. 1 2 3 4 5 6 7 8  ”Personsida på European Athletics' webbplats” (på engelska). european-athletics.org. https://www.european-athletics.org/athletes/group=s/athlete=139094-sundstrom-simon/index.html. Läst 21 oktober 2019.